# Stupnički Obrež
Stupnički Obrež – wieś w Chorwacji, w żupanii zagrzebskiej, w gminie Stupnik. W 2011 roku liczyła 357 mieszkańców.